# Sara May
Sara May è un film del 2004 diretto da Marianna Sciveres.
È una commedia con venature drammatiche, ambientata tra la Sicilia e la Roma del secondo dopoguerra. Racconta la storia Don Nanè Torre Carreras e dei componenti della sua famiglia, spesso con la voce fuori campo di Sara (Serena Autieri).

## Trama
Siamo negli anni '50, le vite di due persone si intrecciano e si compensano l'una nell'altra in un 'adattamento' naturale ed inevitabile. Questa è la storia di Sara (Serena Autieri), attrice di successo, acclamata e stimata dal suo pubblico ed in procinto di terminare le riprese del suo film, e suo nonno, Don Nanè (Biagio Barone), un uomo che ha trascorso la sua intera vita in campagna, e nonostante non avesse mai imparato a né a leggere né a scrivere, non aveva mai smesso di credersi un poeta e sentirsi bello come un attore del cinema, allietando la famiglia con la sua voce alla 'Caruso' e i numerosi trasvestimenti.
Il tema centrale del film è il senso d'infelicità per Sara, nel vivere un sogno che però non rivendica, perché appartiene a suo nonno Nané, il quale nonostante avesse una vita ormai destinata per generazioni a coltivare la terra, non aveva mai rinunciato a 'coltivare' il suo sogno.
Un sogno che però non poté mai realizzare personalmente, ma che, come per riflesso, diventa invece il destino di sua nipote Sara.
Sara era stata trovata, nel luglio del 1943, da suo figlio Gino, abbandonata e coperta da un paracadute americano su una spiaggia, quindi adottata e cresciuta come una figlia.
Forse un sentimento di obbligo morale nei confronti di Don Nané, l'aveva spinta in un teatro di prove fino a condurla alla realizzazione involontaria di un sogno che non era il suo.
A corollario di questa storia, il fatto che il successo di una persona a volte nasce dalla combinazione di tanti eventi e dal concatenamento di diversi fattori, e spesso impiega generazioni per concretizzarsi. Il talento da solo non basta, è necessaria la presenza di un terreno fertile, di occasioni per esprimersi.

## Riconoscimenti
Nel 2005 il film si è aggiudicato al Festival Internazionale del Cinema di Salerno il Premio Medaglia d'Oro Prefetto di Salerno e nel 2006 il Premio Chimitex Migliore Regia e il Premio Irte Migliore Opera Prima, e il Premio Citroen Terreni Elsauto migliore attore, in occasione del Busto Arsizio Film Festival BAFF.